# Belfius Basecamp
 Belfius Basecamp is het trainingscentrum van Club Brugge in Westkapelle, België. Naast de A-ploeg, biedt het complex ook onderdak aan Club NXT (U19-U23) en Club YLA (één keer per week). Het is ook het operationele hoofdkantoor van de club, waar ongeveer 120 medewerkers werken.
Plannen voor een nieuw hoofdkwartier voor Club Brugge werden in november 2016 aangekondigd. De bouw begon in mei 2018 en eindigde in juni 2019. Het oefencomplex werd plechtig geopend op 11 september 2019 door Club's voorzitter Bart Verhaeghe.

## Voorzieningen[5][6][7][8]
- 4 buitenvoetbalvelden:
  - 3x 105x68 meter ( hybride gras )
  - 1x 105x68 meter ( natuurgras )
- 1 binnenvoetbalveld: 105x68 meter ( kunstgras )
- 1 revalidatiebad en zwembad
- Spa faciliteiten (jacuzzi, sauna ... )
- Volledig uitgerust fitnesscentrum
- 40 hotelkamers
- Medisch centrum
- Auditorium voor persconferenties en tactische teambijeenkomsten
- Restaurant
- Kantoren en vergaderzalen
- Televisiestudio[9]